# Barrskog

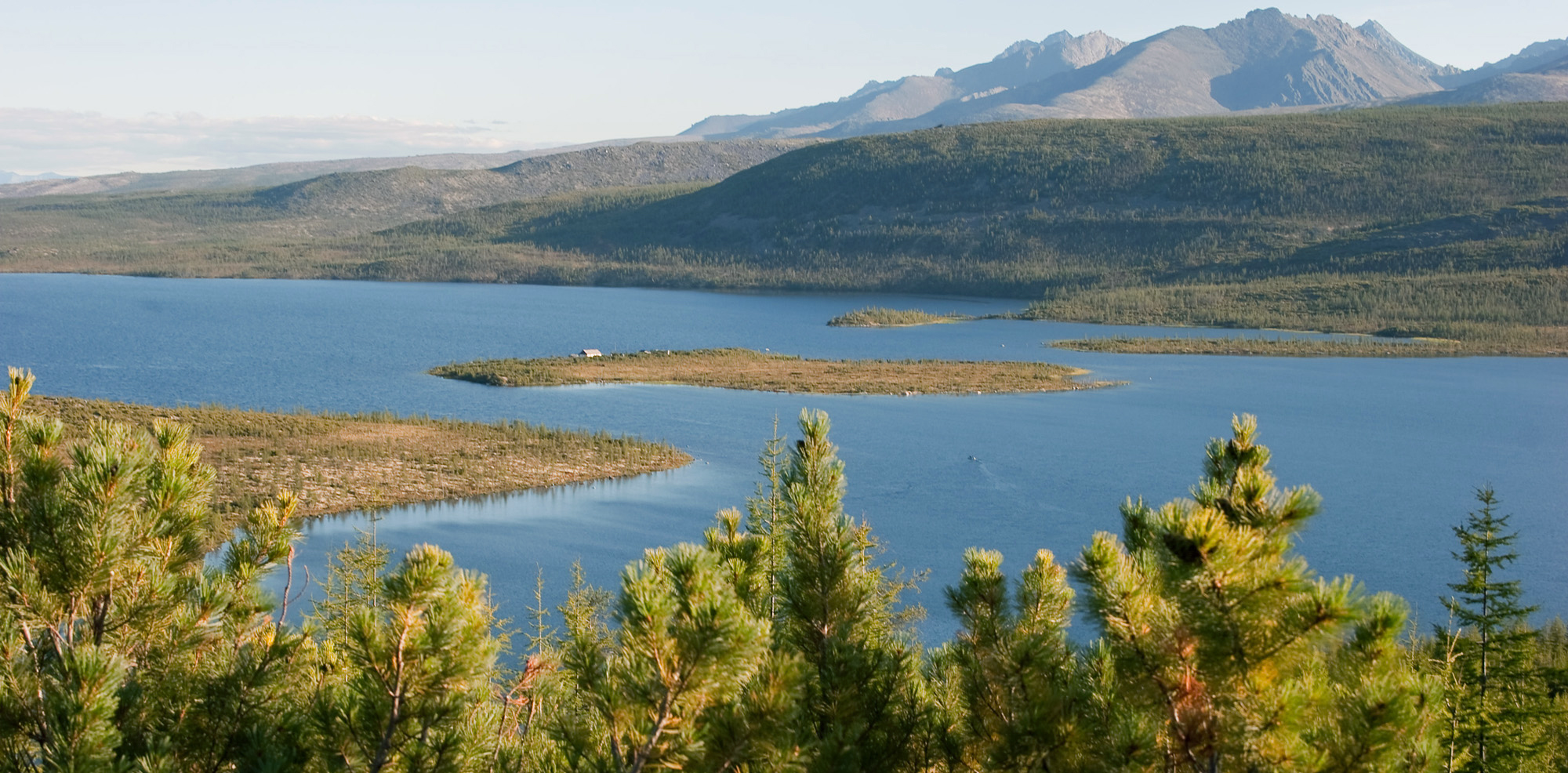
Tajgamiljö vid Kolymaflodens uppriningsområde i nordöstra Sibirien.

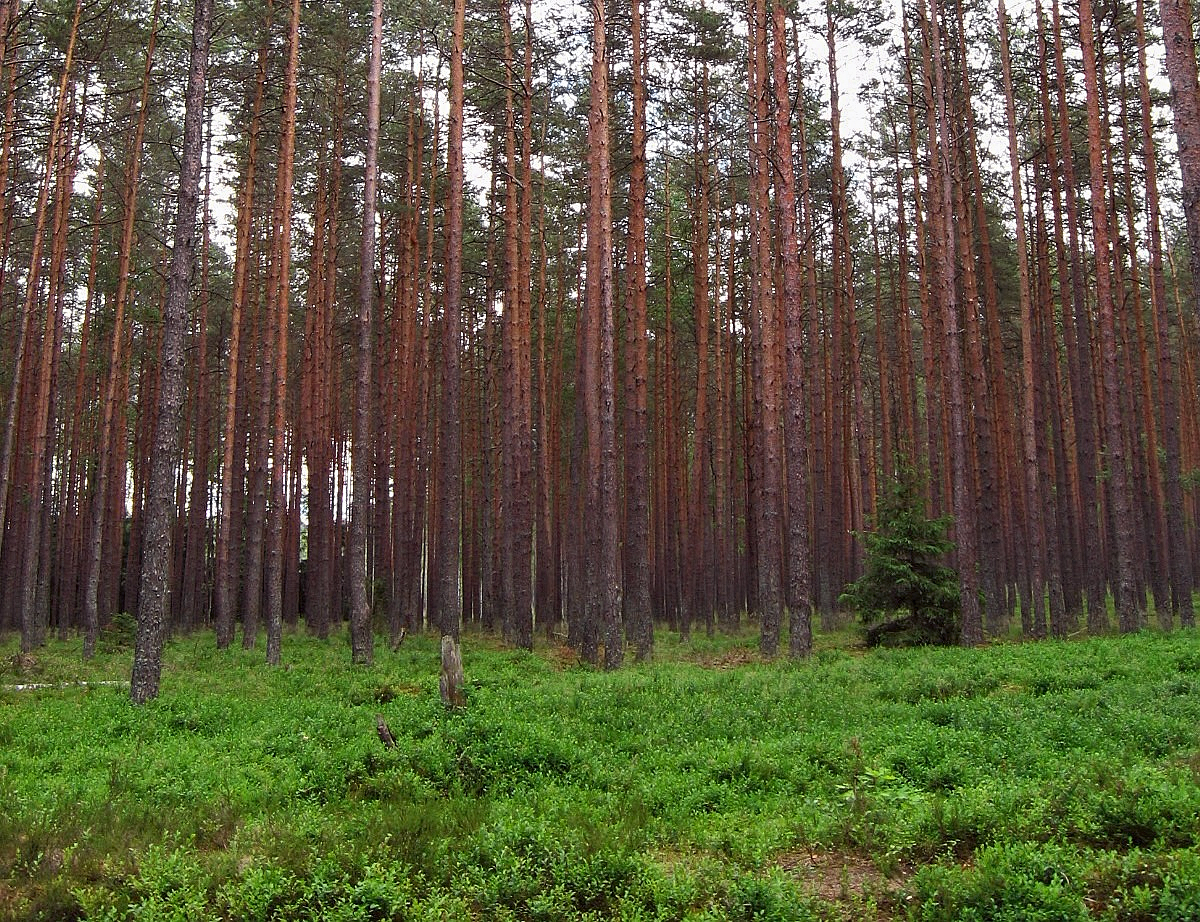
Tallskog i Polen.

Barrskog är skog som domineras av barrträd. Den är vanligast förekommande på (kall)tempererade områden på det norra halvklotet. Barrskogar finns även i andra biotoper, inklusive som tempererade kustregnskogar, (sub)tropiska bergsskogar med tall och ek samt bergsbarrskogar i näringsfattiga områden söder om Stenbockens vändkrets. 

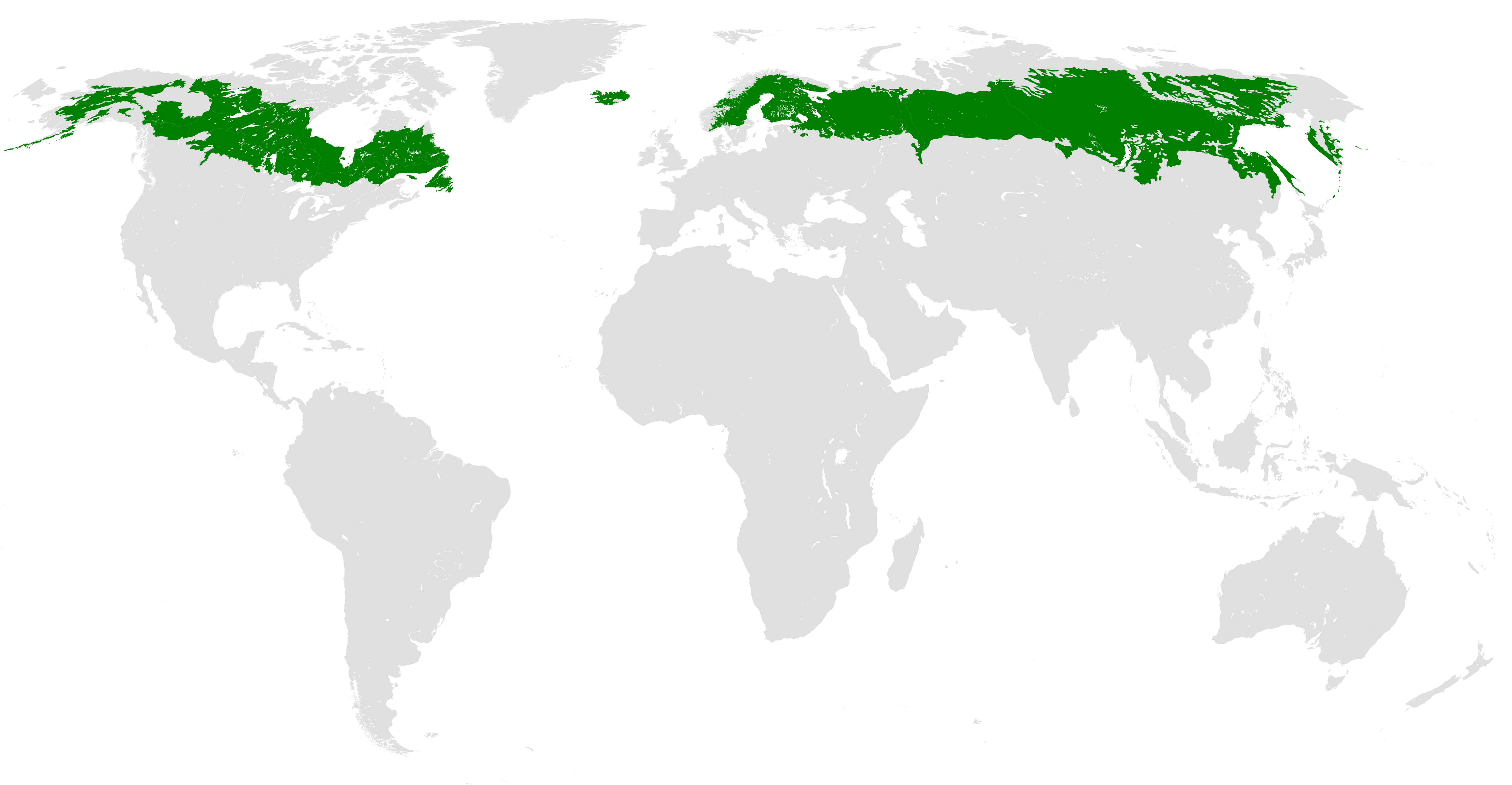
Ibland skiljer man på tajga och övriga tempererade barrskogar. Kartan visar förekomsten av tajga.

Kartan visar tempererade barrskogsregioner – utom tajga.

## Utbredning
Barrskogar förekommer framförallt på det norra halvklotet i den norra tempererade klimatzonen, där ett nordligt barrskogsbälte sträcker sig från Skandinavien och norra Europa genom norra Asien (Sibirien) och tvärs över norra Nordamerika. Det största barrskogsområdet och ett av de största skogsområdena i världen är den sibiriska tajgan.
Tempererad regnskog dominerad av barrträd är ett sällsynt biom som främst förekommer i regnrika kusttrakter. De största områdena med tempererad regnskog dominerad av barrträd finns i nordvästra Nordamerika.
På det södra halvklotet är barrskogar betydligt ovanligare och mindre utbredda, och lövträden är där mer dominerande också i de tempererade områdena. Främst finns barrträdsdominerade skogar på södra halvklotet i näringsfattigare eller höglänta områden söder om Stenbockens vändkrets. Något sammanhängande barrskogsbälte motsvarande det på det norra halvklotet finns inte.
Barrskog förekommer även (mer sparsamt) i vissa tropiska och subtropiska områden. Det är då oftast tallskogar, med eller utan inslag av ek.

## Tempererade barrskogar

### Sverige
Den svenska barrskogen, huvudsakligen bestående av gran och tall, är del av en barrskogszon som sträcker sig runt norra halvklotets kalltempererade zon. Denna skog kallas ibland tajga, och zonen benämns i regel som boreala barrskogsbältet. Den har stor betydelse för samhällsekonomin. Skogstypen är den vanligaste i Sverige och förekommer i nästan hela landet, men i söder har stora ytor omvandlats till åkermark och bebyggelse.
I framför allt södra delen av Sverige förekommer blandskogar, främst baserade på gran och tall. Dessutom finns inslag av bland annat björk och asp. Mer spridda inslag av klibbal, gråal, rönn, ek, alm och ask kan också finnas. Fram till början av 1900-talet var barrskogar med inslag av lövträd den dominerande skogstypen; därefter gjordes mer storskalig renodling av barrskogen med monokulturer av antingen gran eller tall.
Barrskogen växer ofta på en grund av bergarterna granit och gnejs, vilket bidrar till ett lågt pH-värde i marken. Jordmånen som den svenska barrskogen växer i och skapar är av typen podsol. Den är blek en bit nedanför ytan.
Ph-värdet i en granskog är lågt på grund av syror som frigörs från barren och berggrunden. När regnet sipprar genom förnan och humusen tar det med sig mineralämnen, däribland järnjoner, och kvar blir blekjord. Detta att näringsämnen från växterna förs ned i jorden kallas urlakning. En bit längre ned i jorden, där pH-värdet är högre, släpps mineraljonerna ut igen, däribland järn, och marken blir rödaktig. Denna jordnivå (horisont) kallas rostjord. Det som är typiskt för podsol är att det sura pH-värdet gör att maskar och andra nedbrytare (destruenter) inte trivs där; undantaget är svampar. Det tar lång tid för dessa att bryta ned de döda växt- och djurdelarna och humuslagret innehåller därför rester av flera års produktion. Det tar alltså tid innan växterna kan använda mineralämnena igen.
Barrskog är generellt ett skiktat ekosystem, där ett buskskikt närmare marken kan innehålla en, hassel och brakved. Ännu längre ner, i det så kallade fältskiktet finns olika sorters ris som ljung, blåbär och lingon och örter som inklusive skogskovall, liljekonvalj och skogsstjärna. Dessutom finns ormbunkar i det här skiktet. Allra längst ner befinner sig bottenskiktet, där växtligheten består av mossor och lavar.
Den svenska barrskogen är ett artfattigt men individrikt ekosystem. Detta kan – men måste inte – ge högre virkesuttag men också större utsatthet för angrepp av skadeinsekter eller rotröta. Nya avsättningsmöjligheter för björkved har lett till en mer positiv syn i skogsbruket på blandbestånd med visst lövinslag. Idag är det vanligt att man vid plantering lämnar en hög björkskärm som ger ett visst frostskydd åt de späda plantorna. Björkarna i barrskogsbeståndet avverkas senare i samband med gallringarna, vilket förbättrar gallringsnettot. I sista gallringen tas björkbeståndet med fördel bort helt och hållet för att det inte ska bli för kraftig tillväxt av sly efter slutavverkningen.

### Övriga länder
Kalltempererade barrskogar finns mest utbrett på norra halvklotets tajga, som sträcker sig från Nordeuropa österut till östra Nordamerika. I vissa delar av området (Norges västkust, södra Alaska och Kanadas västkust) förekommer de som tempererade regnskogar och en undervegetation präglad av den höga nederbördsmängden. I övrigt är tempererade barrskogar (i Sverige och annorstädes) med mindre undervegetation.

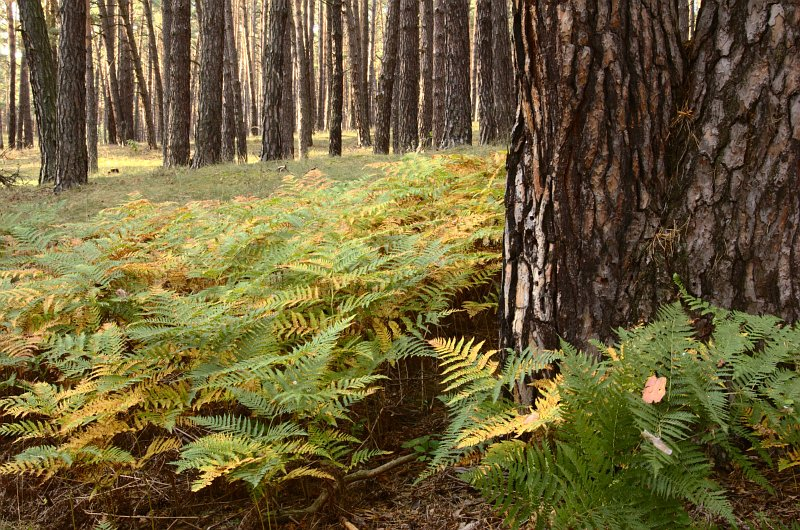
Karpatisk bergsbarrskog i Slovakien.

### Varmtempererade barrskogsområden
- Palearktiska regionen (Eurasien)
  - Kaledoniska barrskogen
  - Skogsstäppen i Elburz
  - Hengduang-bergens barrskog
  - Honshus bergsbarrskog
  - Sydvästra medelhavsområdets barr- och blandskog
  - Nordöstra Himalayas subalpina barrskog
  - Norra Anatoliens barr- och lövskog
  - Skandinaviska kustbarrskogen

- Indohimalaya-regionen (Asien)

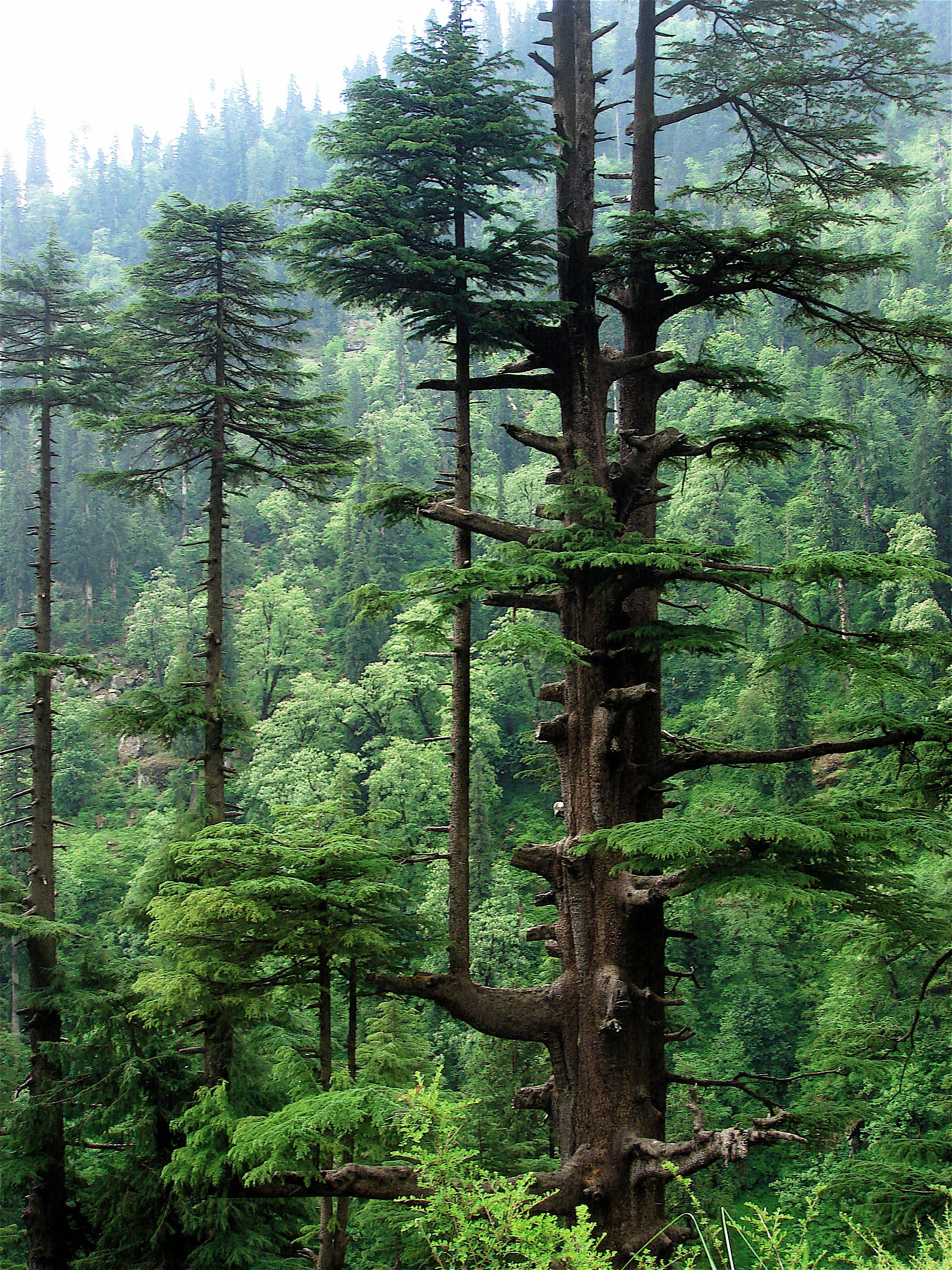
I västra Himalaya växer bland annat Himalayaceder på 1 500–3 200 m ö.h.

  - Östra Himalayas subalpina barrskog
  - Västra Himalayas subalpina barrskog

- Nearktiska regionen (Nordamerika)
  - Albertas bergsskog
  - Albertas och British Columbias kullskog
  - Arizonas och New Mexicos bergsskog

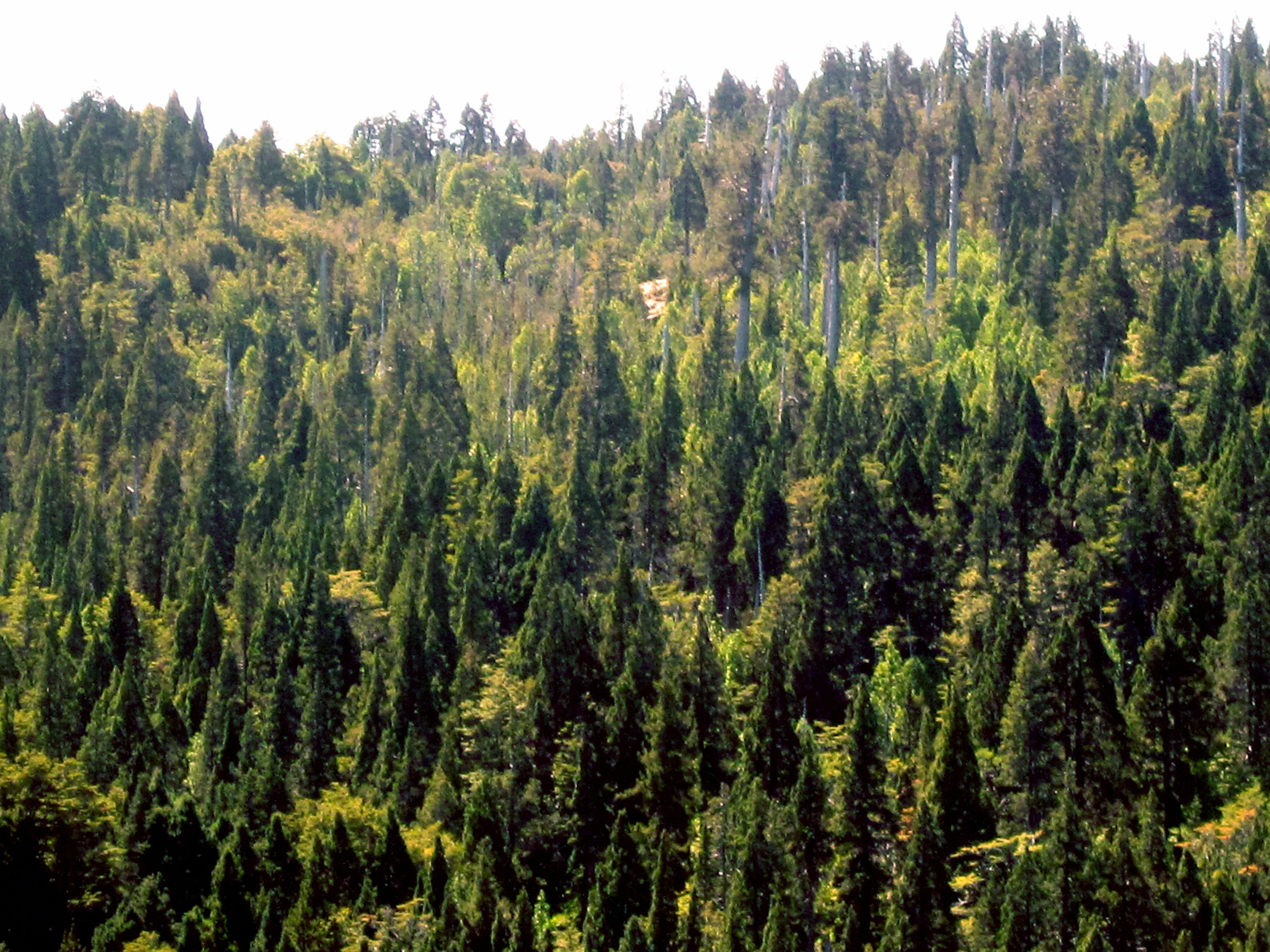
Fitzroyaskogen är en av Chiles många barrskogsområden.

  - Nordöstra USA:s kusttallskog
  - Blue Mountains-skogen
  - British Columbias kustlandsskog
  - Kaskadbergens läsidesskog
  - Kaskadbergens skog
  - Kustbergens skog
  - Colorados bergsskog
  - Great Basins bergsskog
  - Östra USA:s kustskog
  - Centrala Klippiga bergens skog
  - Norra Kaliforniens kustskog
  - Alaskas sydliga kustskog
  - Haida Gwaii
  - Sierra Nevadas skog
  - Sydöstra USA:s barrskog

- Neotropiska regionen (Sydamerika)
  - Brödgransskogen
  - Austrocedrus-skogen
  - Patagoniencypress-skogen
  - Pinheiroskogen

## Subtropiska och tropiska barrskogar
Barrskogar finns även i subtropiska och tropiska områden, främst i områden av halvfuktig karaktär. De flesta ekoregioner med subtropiska och tropiska barrskogar finns i de nearktiska och neotropiska regionerna, från Delaware till Nicaragua och till öar i delar av den karibiska övärlden. Andra liknande skogar växer i Asien. Utanför Nya världen och de större bergskedjorna i Asien är den här sortens skogar ovanliga och förekommer mestadels på öar.

### Subtropiska/tropiska barrskogsområden
- Syd- och Sydostasien
  - Himalayas subtropiska tallskog (Bhutan, Indien, Nepal, Pakistan)
  - Luzons tropiska tallskog (Filippinerna)
  - Tallskogen i nordöstra Indien och i delar av Burma (Myanmar, Indien)
  - Sumatras tropiska tallskog (Indonesien)

- Nya världens tropiska barrskog
  - Bahamas tallskog (Bahamas)
  - Belizes tallskog (Belize)
  - Centralamerikas tall- och ekskog (El Salvador, Guatemala, Honduras, Mexiko och Nicaragua)
  - Kubas tallskog (Kuba)
  - Hispaniolas tallskog (Haiti, Dominikanska republiken)
  - Miskitos tallskog (Honduras, Nicaragua)
  - Sierra La Lagunas tall- och ekskog (Mexiko)
  - Sierra Madre de Oaxacas tall- och ekskog (Mexiko)
  - Sierra Madre del Sura tall- och ekskog (Mexiko)
  - Transmexikanska vulkaniska bältets tall- och ekskogen (Mexiko)

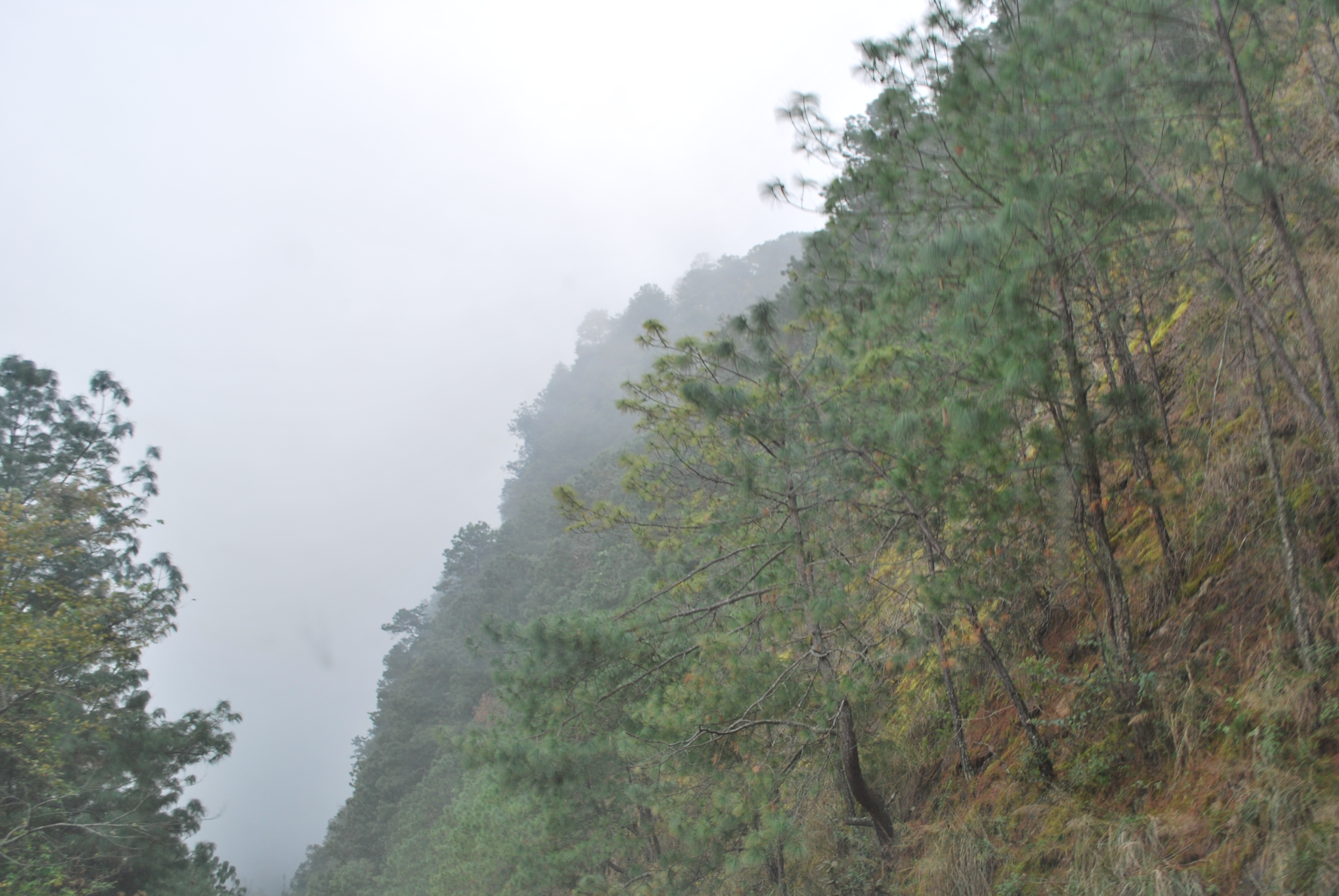
Bergsbarrskog med tall och ek i Sierra Madre Oriental i Mexiko.

- Nearktiska tropiska och subtropiska skogen
  - Bermudas subtropiska barrskog (Bermuda)
  - Sierra Madre Occidentals tall- och ekskog (Mexiko)
  - Sierra Madre Orientals tall- och ekskog (Mexiko)